# Quinault Pass
Quinault Pass är ett bergspass i Antarktis. Det ligger i Västantarktis. Argentina, Chile och Storbritannien gör anspråk på området. Quinault Pass ligger 999 meter över havet.
Terrängen runt Quinault Pass är platt åt nordost, men åt sydväst är den kuperad. Trakten är obefolkad. Det finns inga samhällen i närheten.